# Filippo Brunelleschi
Filippo Brunelleschi – Filippo di ser Brunellesco Lapi (1377 – 15. dubna 1446, Florencie) byl italský architekt, který je považován za průkopníka nového, renesančního architektonického stylu. Brunelleschi byl všestranně nadaným umělcem, především sochařem a architektem. Objevil zákonitosti lineární perspektivy. Společně se svými druhy malířem Masacciem a sochařem Donatellem tvoří tak zvanou velkou trojku florentské renesance.

## Život a dílo
Pocházel z vážené florentské rodiny. Otec Brunellesco di Lippo byl notářem, matka se jmenovala Giuliana Spini. Jako věno získala palác poblíž kostela San Michele Bertelde (nyní San Gaetano), ve kterém celá rodina dlouhá léta žila. Filippo byl druhým ze tří dětí. Jeho otec původně chtěl, aby se rovněž stal úředníkem, nicméně protože už od dětství velmi rád maloval, zapsal ho jeho otec do cechu Arte della Seta, což byl cech drobných umělců. Zlatníkem se Brunelleschi vyučil v roce 1398.

### Architektura

#### Baptisterium San Giovani
Roku 1401 se Brunelleschi zúčastnil soutěže na vytvoření severních dveří Baptisteria San Giovanni ve Florencii, k níž bylo vyzváno sedm vesměs mladých sochařů. Všichni účastníci soutěže dostali stejné zadání: vytvořit kachli pro výplň dveří na námět obětování Izáka Abrahámem. Brunelleschi toto téma pojal již opravdu renesančně a humanisticky – anděl musí Abrahámovu ruku doslova strhnout, aby mu zabránil v činu. V době doznívající gotiky bylo toto pojetí značně pokrokové, protože místo symbolických gest znázorňovalo dramatickou akci. Další významný účastník soutěže Lorenzo Ghiberti zobrazil obětování ještě pod vlivem gotického sochařství v náznacích – anděl zastavuje Abrahama pouhým gestem. Porota vybrala za vítěze soutěže Brunelleschiho i Ghibertiho a požádala je, aby pracovali společně. To však rozzlobilo prchlivého a nedůtklivého Brunelleschiho natolik, že se této zakázky vzdal a odjel do Říma studovat antickou architekturu. Ukázkovou kachli věnoval Cosimovi Medicejskému.

#### Lineární perspektiva

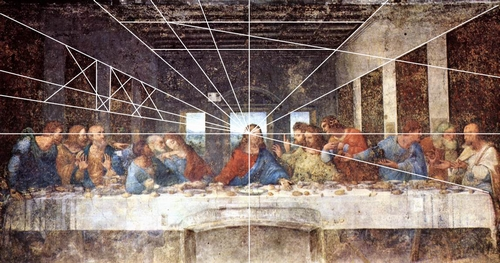
Ukázka použití principů lineární perspektivy

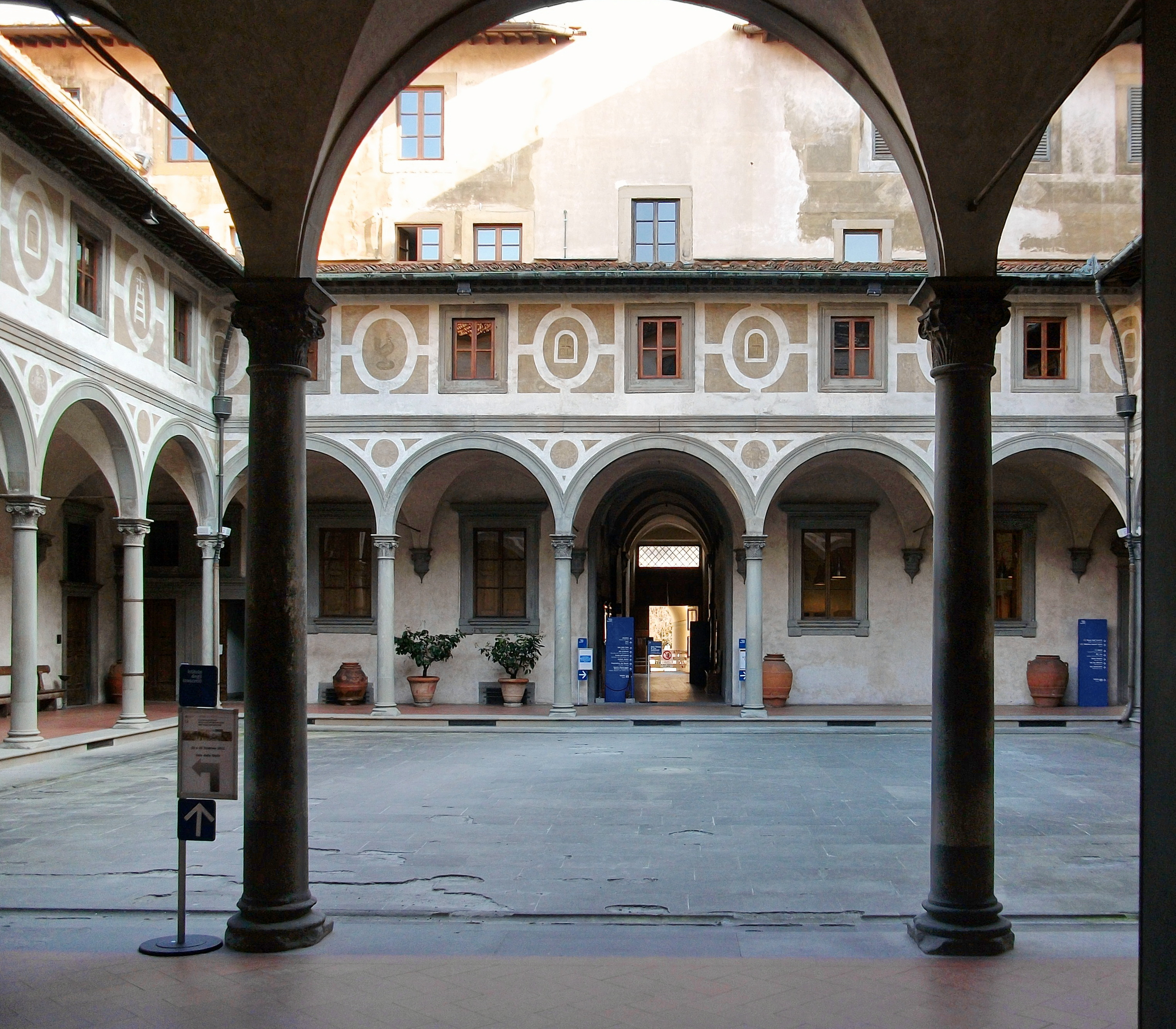
Ospedale degli Innocenti, Špitál neviňátek (átrium)

Společně se svým přítelem Donatellem studoval Brunelleschi v Římě antické památky. Ve svém díle však neusiloval pouze o napodobení antických staveb, jak se mnohdy tvrdí. Při stavbě kopule florentského dómu nepostupoval metodami stavitelů starověkého Řecka nebo Říma. Podobnost této stavby a římského Pantheonu se týká pouze vzhledu, nikoli stavební techniky. Bruneleschi se inspiroval rovněž prostředím, ze kterého pocházel, to znamená románskou a gotickou architekturou Toskánska.
Na základě studia děl antických autorů Euklida a Ptolemaia objevil a začal používat pravidla lineární perspektivy a je považován za jejího objevitele. Jedná se o pochopení třetí dimenze a její vědecké a správné zkonstruování. Bruneleschi navrhuje používat rovnoběžky, které se do hloubky obrazu sbíhají a střetávají se v bodě zvaném úběžník. Předměty se v dálce zmenšují, jejich objemy se zplošťují a jsou méně detailní. I další pravidla pro malbu stále více ovlivňují tvorbu umělců. Vzdušná perspektiva určuje principy, jak nakládat v obraze se světlem a stíny, aby vynikla iluze hloubky prostoru. Barevná perspektiva je o práci s teplými a studenými barvami, kdy se intenzita barvy snižuje s většími vzdálenostmi. Tyto jednoduché poučky se potom stávají nedílnou součástí nastupující renesance v 15. století.

Důležitost objevení lineární perspektivy si uvědomili i další malíři, kteří ji začali používat a propagovat. V 90. letech 15. století dokonce vznikl obraz Pět objevitelů perspektivy. Je na něm pětice mužů, kteří reprezentují počátky perspektivy. Jsou to gotický malíř Giotto di Bondone, renesanční malíř Paolo Uccello, sochař Donatello, architekt Antonio Manetti a poslední nejdůležitější postavou je z profilu zobrazený samotný Fillippa Brunelleschiho, který je objevitelem těchto principů.  

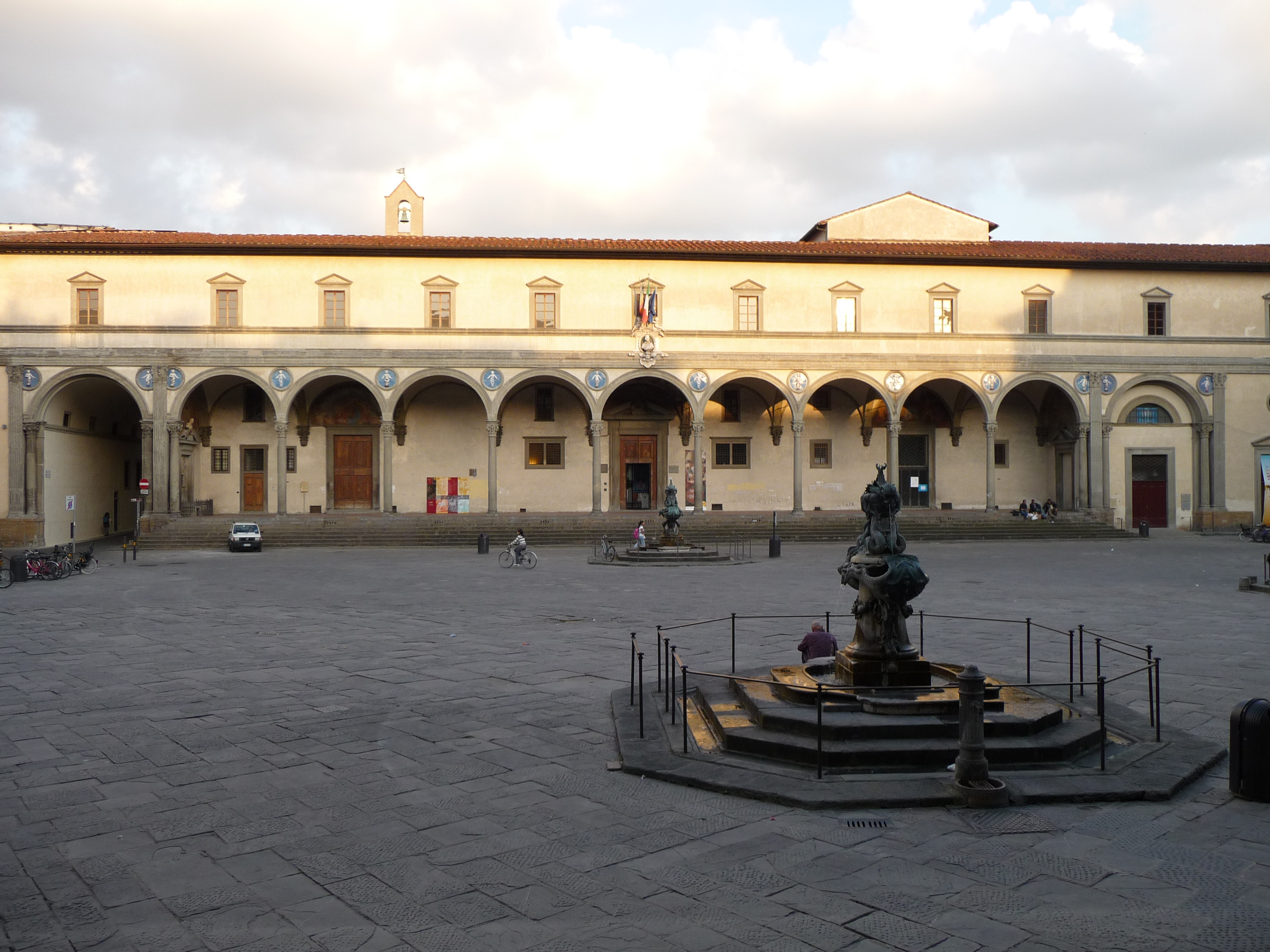
Ospedale degli innocenti, Špitál neviňátek (průčelí)

#### Špitál neviňátek
Brunelleschi se postupně vzdal veškeré ostatní umělecké činnosti, aby se mohl věnovat architektuře. Před Roku 1419 zahájil stavbu florentského nalezince (Ospedale degli Innocenti – Špitál neviňátek), který je považován za manifest renesanční architektury. Je zde užito sloupového arkadového průčelí se sloupy s korintskými hlavicemi, nad něž byla umístěna antická římsa. Nejde však o napodobení antické architektury. Brunelleschi se při tvorbě špitálu inspiroval románským slohem Toskánska, neboť nikdy neměl v úmyslu přímo napodobovat antické stavby, jak se někdy uvádí. Jeho cílem bylo vytvořit nový architektonický sloh s volným použitím prvků klasické architektury, zároveň však vycházející z románské a gotické toskánské architektury, a docílit tak nového pojetí harmonie a krásy.

#### Chrám Santa Maria del Fiore

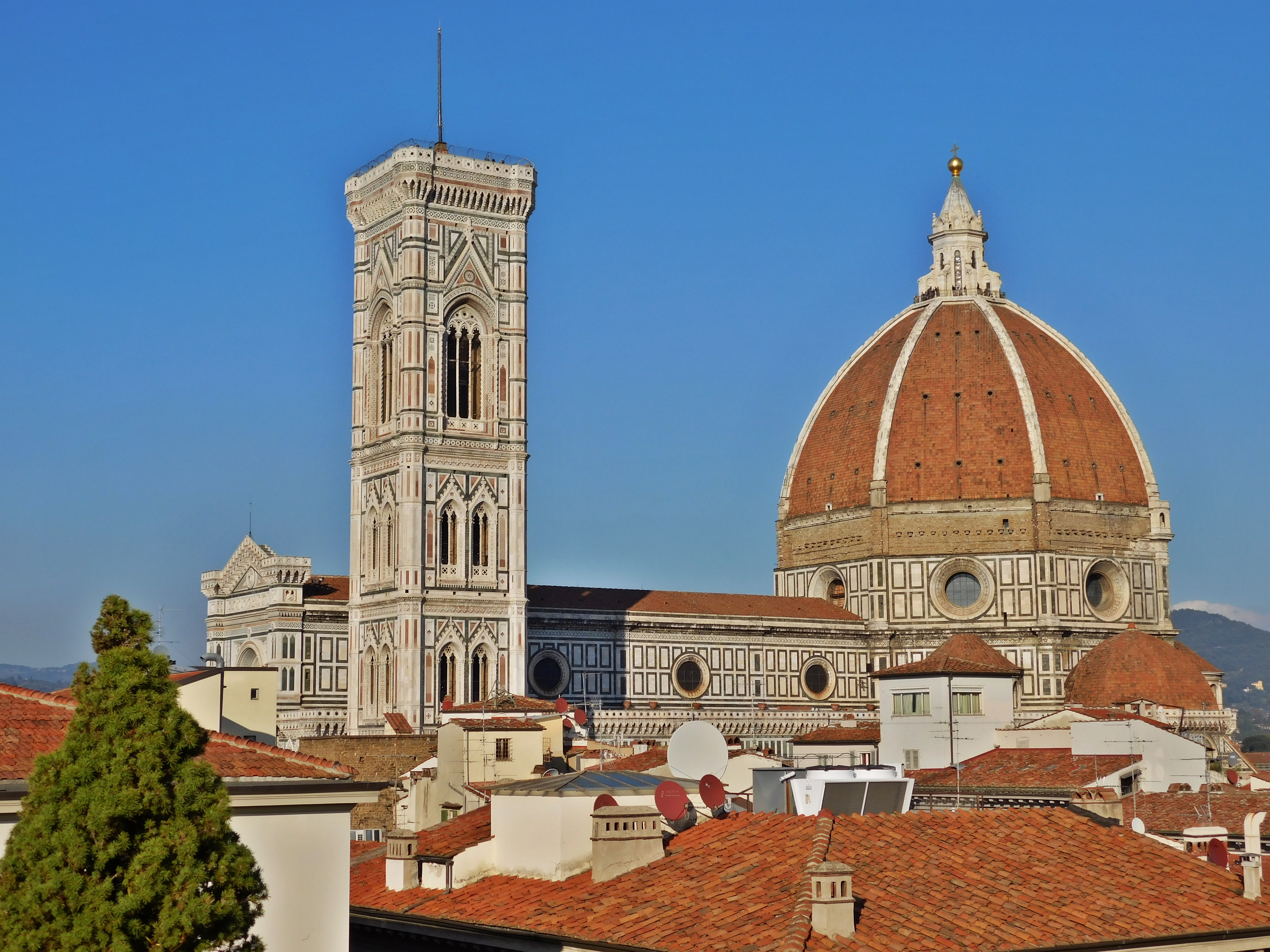
Katedrála Santa Maria del Fiore, jeho kupole je nejvýznamnější stavbou Bruneleschiho

Mnoho let svého života zasvětil Brunelleschi stavbě kupole chrámu Santa Maria del Fiore ve Florencii, když před tím zvítězil v první dobře popsané architektonické soutěži na realizaci jejího dřevěného modelu (1418).   Úkol překlenout obrovský prostor mezi pilíři nové florentské katedrály zatím nedokázal nikdo vyřešit, proto nezbývalo, než vyprovokovat skryté schopnosti tvůrců soutěží. Brunelleschi zvítězil převratným řešením po technické i umělecké stránce a úkolu se ujal roku 1420. Aby jej dokázal realizovat, musel si mistrně osvojit technické vynálezy, které byly součástí gotické tradice (metody klenutí). Dvouplášťová osmiboká samonosná kopule byla vystavěna naprosto novátorským způsobem a je považována za zázrak stavební techniky. Kombinují se v ní dva druhy kleneb a byla vystavěna zcela bez lešení, zvenčí dovnitř, cihly byly pokládány ve tvaru rybí kosti. Dva pláště kupole jsou propojeny zdmi, které se rýsují jako bílá žebra. Výstavba kopule trvala až do roku 1434. Architekt ji nikdy nespatřil v dnešní podobě. Po jeho smrti byla kopule ještě doplněna lucernou a zlatou koulí. Kopule zaklenula prostor téměř 42 m, který byl menší o pouhých 1,2 m než největší kopule světa, antický Pantheon.

#### Kostel San Lorenzo
Giovanni Medici pověřil Brunelleschiho výstavbou Staré sakristie v kostele San Lorenzo, která se stala rodinnou a pohřební kaplí Medicejských. Později zde byli pohřbeni otec a strýc Lorenza I. Nádherného. Brunelleschi tu vytvořil v letech 1420–1428 mistrovské dílo rané renesance. Přestavbou hlavní lodi kostela San Lorenzo se architekt začal zabývat roku 1423. Její interiér připomíná trojlodní raně křesťanskou baziliku, v níž se opakuje sled oblouků a sloupů, který byl uplatněn již na portiku nalezince. Celková rekonstrukce byla dokončena až Brunelleschiho smrti jeho žákem Antoniem Manettim.  

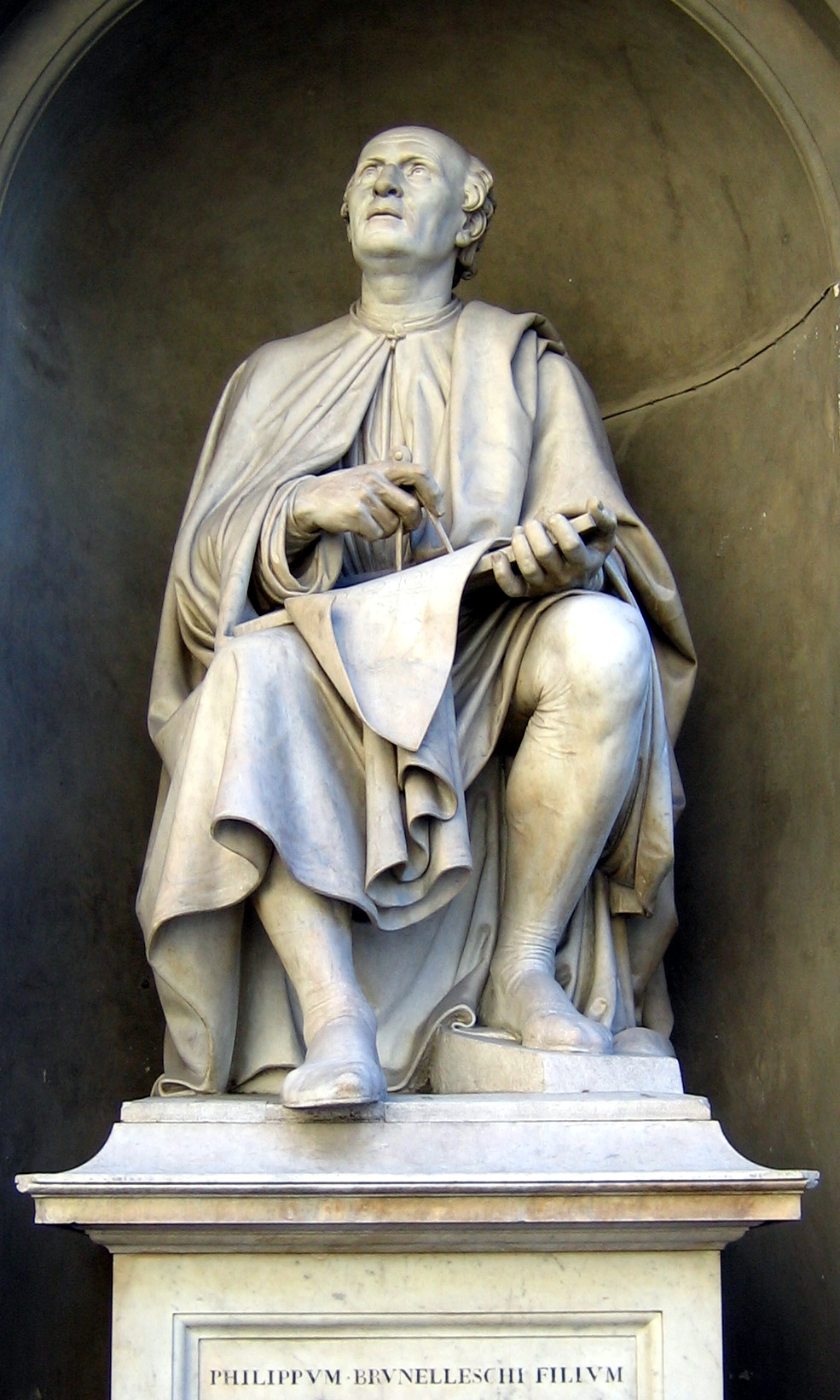
Socha Filippa Brunelleschiho u katedrály Santa Maria del Fiore

#### Bazilika Ducha Svatého
Obdobou kostela San Lorenzo je bazilika Ducha Svatého (Basilica di San Spirito), který se nalézá na opačném, levém břehu řeky Arna. Jeho projekt vypracoval Brunelleschi roku 1428 na žádost bohatých florentských rodin. Stavět se začalo až roku 1436 a pokračovalo se ještě dlouho po architektově smrti. Interiér této trojlodní baziliky představuje jeden z nejkrásnějších renesančních kostelů ve Florencii. Vyniká přesností proporcí.

#### Kostel Sta Croce
Posledním dílem Brunelleschiho byla kaple Pazziů v kostele Santa Croce, kde střední prostor sklenul melounovou klenbou a v portiku použil po stranách rovné kladí, kdežto střední část zdůraznil archivoltou. Je to jeho jediná stavba, kde vytvořil také průčelí. Byla však dokončena až po jeho smrti.

#### Palác rodu Pitti
Brunelleschi se však nevěnoval pouze církevní architektuře. Je autorem staršího typu florentských renesančních paláců. Podle jeho návrhu se začal stavět nejmonumentálnější florentský palác rodu Pitti, který však nebyl pro své přehnané rozměry, které si přál zadavatel stavby, dokončen v původní podobě. Dokončil jej až roku 1577 na zakázku medicejských Bartolomeo Ammanati.

### Další práce
Bruneleschi byl nejen architekt, ale také sochař a příležitostně přijímal i zakázky na sochařské práce. Roku 1399 se zúčastnil prací na stříbrném oltáři sv. Jakuba pro kostel v Pistoii. Jednou z raných dochovaných prací je krucifix, který vznikl mezi lety 1410–1415. Nachází se v kapli Gondi kostela Santa Maria Novella ve Florencii.
Byl také konstruktérem různých strojů a zařízení používaných při výstavbě (navijáky, kladdkostroje, jeřáby). Brunelleschi se také věnoval konstrukci strojů v kostelech pro náboženská nebo divadelní představení, která se v nich konala a zabývala se příběhy o biblických zázracích. Sloužil Florencii prostřednictvím návrhu opevnění používaných florentskou armádou v jejich bitvách proti Lucce, Sieně a Pise. Získal první průmyslový patent na stavbu lodi, když v roce 1421 zahájil stavbu velké lodi zvané Il Baladone, která měla sloužit pro přepravu mramoru z Pisy do Florencie po řece Arno. 

### Smrt
Brunelleschi zemřel během svých prací 15. dubna 1446. Zemřel jako uznávaný architekt. Po své smrti byl uložen na místo nejčestnější, v podzemí florentského dómu, v chrámu Santa Maria del Fiore na jehož stavbě se podílel. Jeho hrob byl původně umístěn ve výklenku v Giottově zvonici a slavnostně byl přenesen do katedrály 30. září téhož roku. V průběhu staletí bylo místo jeho hrobu zapomenuto, byl znovu objeven až v roce 1972, během vykopávek pod katedrálou.

## Seznam děl
V závorce je uvedeno, kdy se na stavbě pracovalo.
- Kupole, exedra a lucerna florentské katedrály, Florencie (1419–1436)
- Špitál neviňátek (Ospedale degli Innocenti), Florencie (1419–1445)
- Kostel San Lorenzo, Florencie (1490–cca 1480)
- Vstupní hala Palazzo di Parte Guelfa (palác frakce Guelfové a ghibellini), Florencie (1421–1440)
- Kostel Santa Maria degli Angeli, Florencie (1434–nedokončeno)
- Bazilika Ducha Svatého, Florencie (1441–1481)
- Kaple Pazziů, Florencie (1441–cca 1460)